# Джерело № 2 (Тарасівка)
Джерело № 2 — гідрологічна пам'ятка природи місцевого значення. Об'єкт розташований на території Тячівського району Закарпатської області, с. Тарасівка, урочище «Буркут».
Площа — 3 га, статус отриманий у 1984 році.